# Sedgwick (Kumbria)
Sedgwick – wieś w Anglii, w Kumbrii, w dystrykcie (unitary authority) Westmorland and Furness. Leży 69 km na południe od miasta Carlisle i 355 km na północny zachód od Londynu. Miejscowość liczy 350 mieszkańców.